# Iglesia de San Pablo (Salamanca)
La iglesia de San Pablo de Salamanca, es un templo barroco históricamente vinculado a la orden trinitaria.

## Historia
Originalmente conocida como iglesia de La Santísima Trinidad, fue edificada en el siglo XVII siguiendo el estilo barroco, se consagró el 15 de julio de 1667. Formaba parte del convento de los Trinitarios Descalzos en la plaza de San Adrián (actual plaza de Colón). Del convento sólo queda la fachada y en la actualidad alberga los Juzgados de Salamanca, anteriormente fue cuartel de la Guardia Civil tras la desamortización de Mendizábal.
Adquiere el nombre de San Pablo cuando se instala aquí la parroquia de ese nombre por haber quedado en ruinas su sede anterior en 1840. Dichas ruinas se conocen en la actualidad como iglesia de San Polo para evitar confusiones con el nombre. Esta parroquia también estuvo instalada en la iglesia de San Esteban durante los cincuenta años que la desamortización causara que no hubiera dominicos en su convento.

## Características
De la iglesia hay que destacar su fachada, con un relieve de la Trinidad, y la imagen de Jesús Rescatado que hay en su interior, siendo la sede canónica de la congregación de Jesús Rescatado y Nuestra Señora de las Angustias, histórica hermandad de la Semana Santa salmantina.
Es templo parroquial diocesano, formando junto a Santo Tomás Cantuariense la parroquia de San Pablo y Santo Tomás Cantuariense, regida por la hermandad de Sacerdotes Operarios Diocesanos.